# Colomyia caudata
Colomyia caudata är en tvåvingeart som beskrevs av Spungis 1991. Colomyia caudata ingår i släktet Colomyia och familjen gallmyggor. Inga underarter finns listade i Catalogue of Life.